# Тимошина (деревня)
Тимо́шина — деревня в Алапаевском районе Свердловской области, входящая в муниципальное образование Алапаевское. Управляется сельской администрацией посёлка Верхняя Синячиха.

## География
Деревня Тимошина располагается на южном берегу Верхнесинячихинского пруда, в 15 километрах к северо-западу от города Алапаевска.

### Часовой пояс
Тимошина, как и вся Свердловская область, находится в часовой зоне МСК+2. Смещение применяемого времени относительно UTC составляет +5:00.

## Население
| 2002 | 2010 |
| ---- | ---- |
| 1    | ↗17  |

## Инфраструктура
В деревне три улицы: Железнодорожная, Северная и Чкалова.